# 弧矢增十六
船尾座12，又名BD-22 2104，HD 65699、SAO 174932、HR 3123，是船尾座的一颗恒星，视星等为5.11，位于銀經241.28，銀緯3.29，其B1900.0坐标为赤經7h 54m 48.3s，赤緯-23° 3.29′ 19″。